# Felines Fibrosarkom

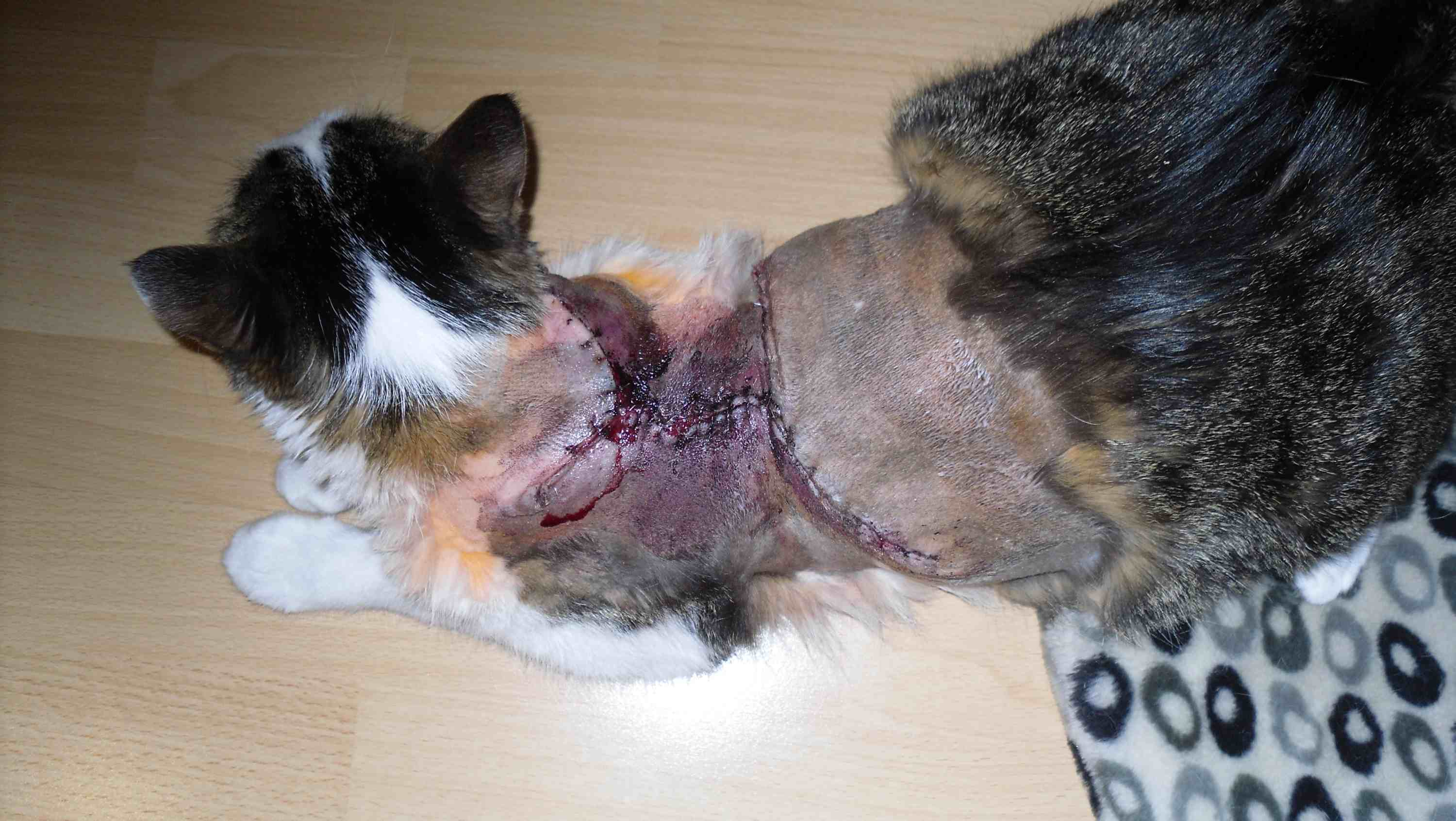
Katze nach der Radikalentfernung eines 860 g-Fibrosarkoms

Das feline Fibrosarkom stellt mit ca. 40 % aller Fälle die zweithäufigste Hautkrebsform bei Katzen dar. Hierbei wird vermutet, dass ein Zusammenhang der Tumorbildung mit Injektionen besteht. Zu den Tumorbildungen kommt es oft in den Körperbereichen der Katze, die bevorzugt für das Ansetzen der Impfnadel verwendet werden, also an der seitlichen Brustwand, im Nackenbereich oder dem oberen Bereich der Hinterbeine. 
Da zudem häufig Hilfsstoffe des FeLV-Impfstoffes in Fibrosarkomen nachgewiesen wurden, werden Fibrosarkome oft auch als impfassoziierte Sarkome („Impfsarkom“) bezeichnet. Sie treten jedoch auch an anderen als den Impflokalisationen auf und werden vermutlich durch lokale Entzündungsreaktionen nach Hautverletzungen gefördert. Die Prävalenz der Erkrankung liegt bei 0,01 bis 0,036 Prozent. Die Tumoren sind bösartig und führen unbehandelt zum Tod der Katze. Dabei neigt der Tumor weniger zur Ausbildung von Fernmetastasen; vielmehr wächst er lokal infiltrativ in das umgebende Gewebe hinein. Die Ausbildung einer Pseudokapsel gibt ihm dabei häufig den Anschein einer guten Abgrenzung gegen das umliegende Gewebe. Die einzige Möglichkeit der Therapie stellt bisher die chirurgische Entfernung des Tumors dar. Bei einer alleinigen Entfernung der Pseudokapsel ergibt diese Behandlung kaum zufriedenstellende Ergebnisse, da in ca. 70 % aller Fälle der Tumor wieder nachwächst.
Wesentlich bessere Erfolge erzielt ein radikales chirurgisches Vorgehen, bei dem nach allen Seiten mindestens 3 cm Abstand zum tastbaren Tumor gehalten wird. In der Tiefe wird ebenfalls großzügig Gewebe entfernt (bei Bedarf Teile der Brustwand und sogar Rippen). Diese Form der Chirurgie ist infolge der hierbei auftretenden Gewebsdefekte recht anspruchsvoll und sollte nur von erfahrenen Chirurgen durchgeführt werden. Tritt der Tumor an Extremitäten auf, ist ihre Amputation meist die Therapie der Wahl. Als zusätzliche Therapie sind Bestrahlungen und verschiedene Chemotherapie-Protokolle möglich.

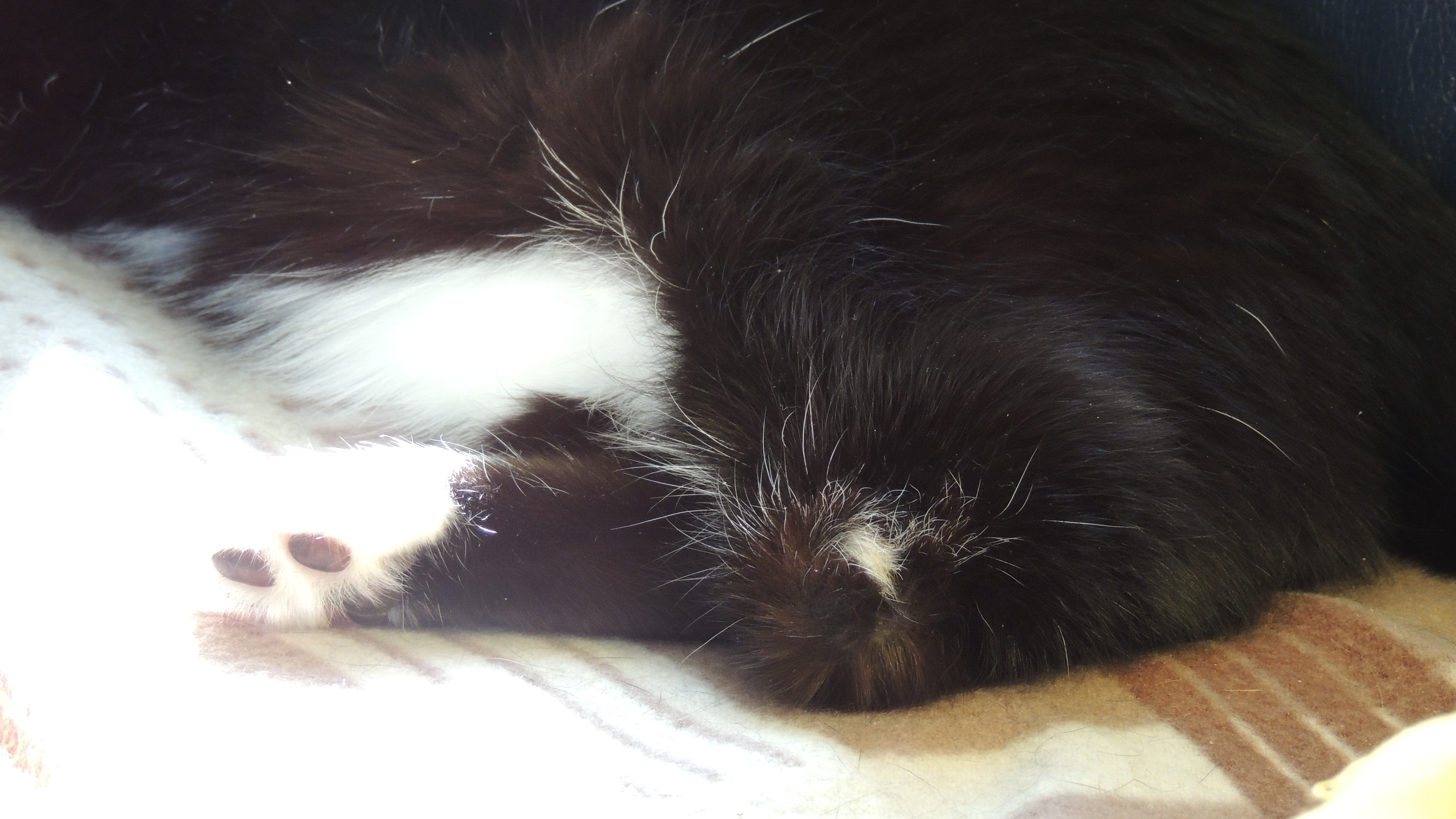
Felines Fibrosarkom (2012)
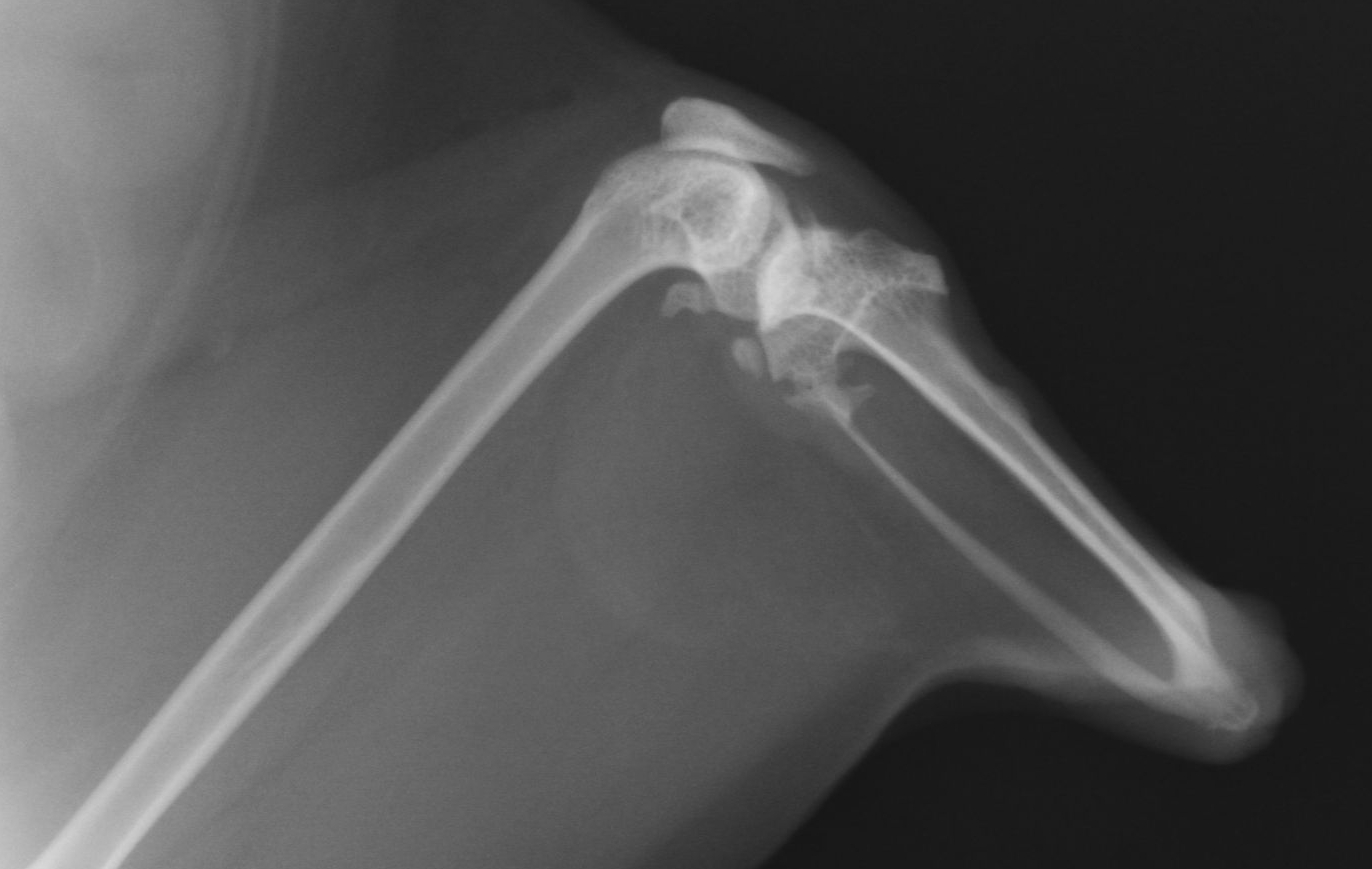
Röntgenaufnahme (2013)
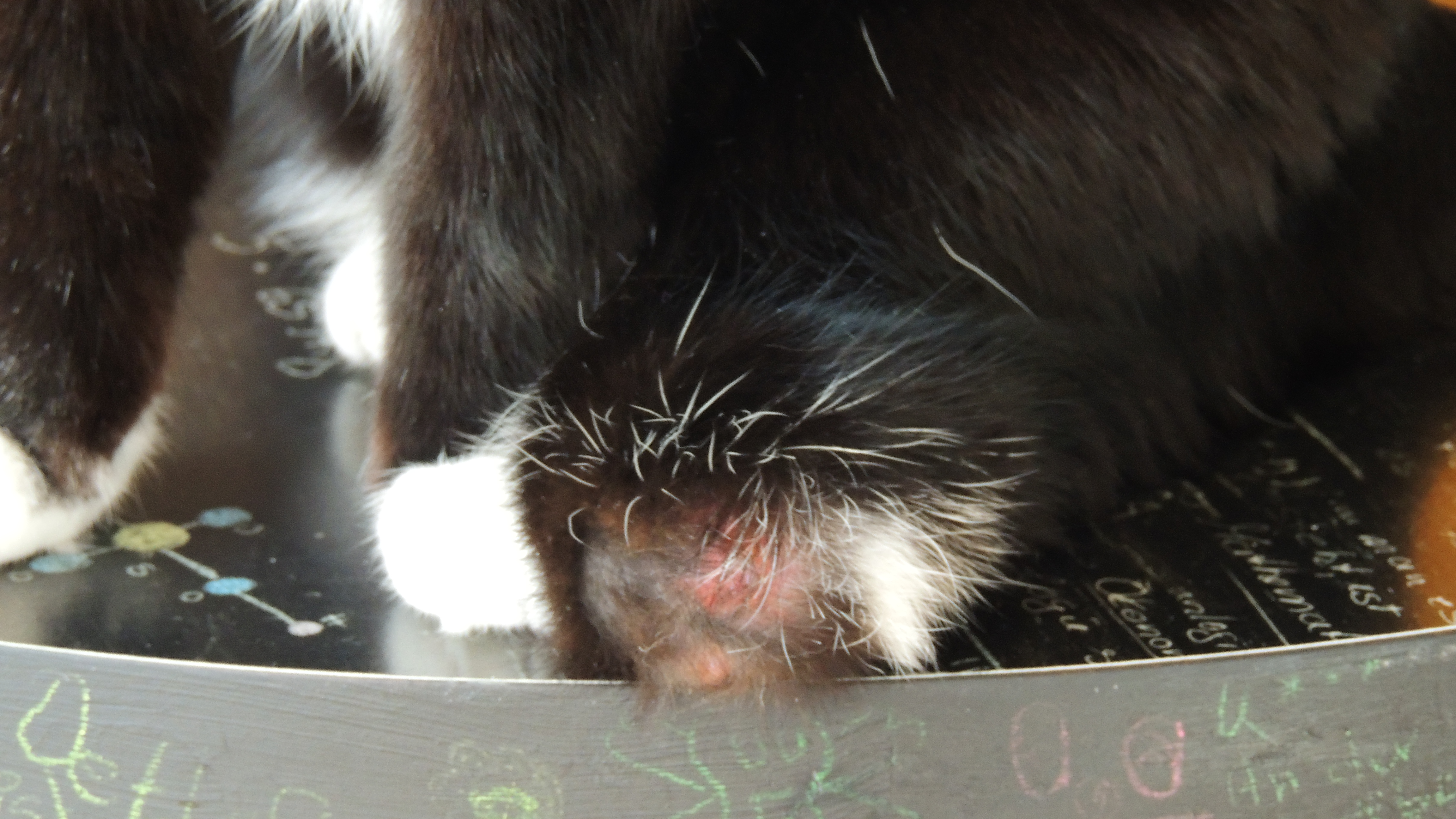
Pseudokapsel (2014)
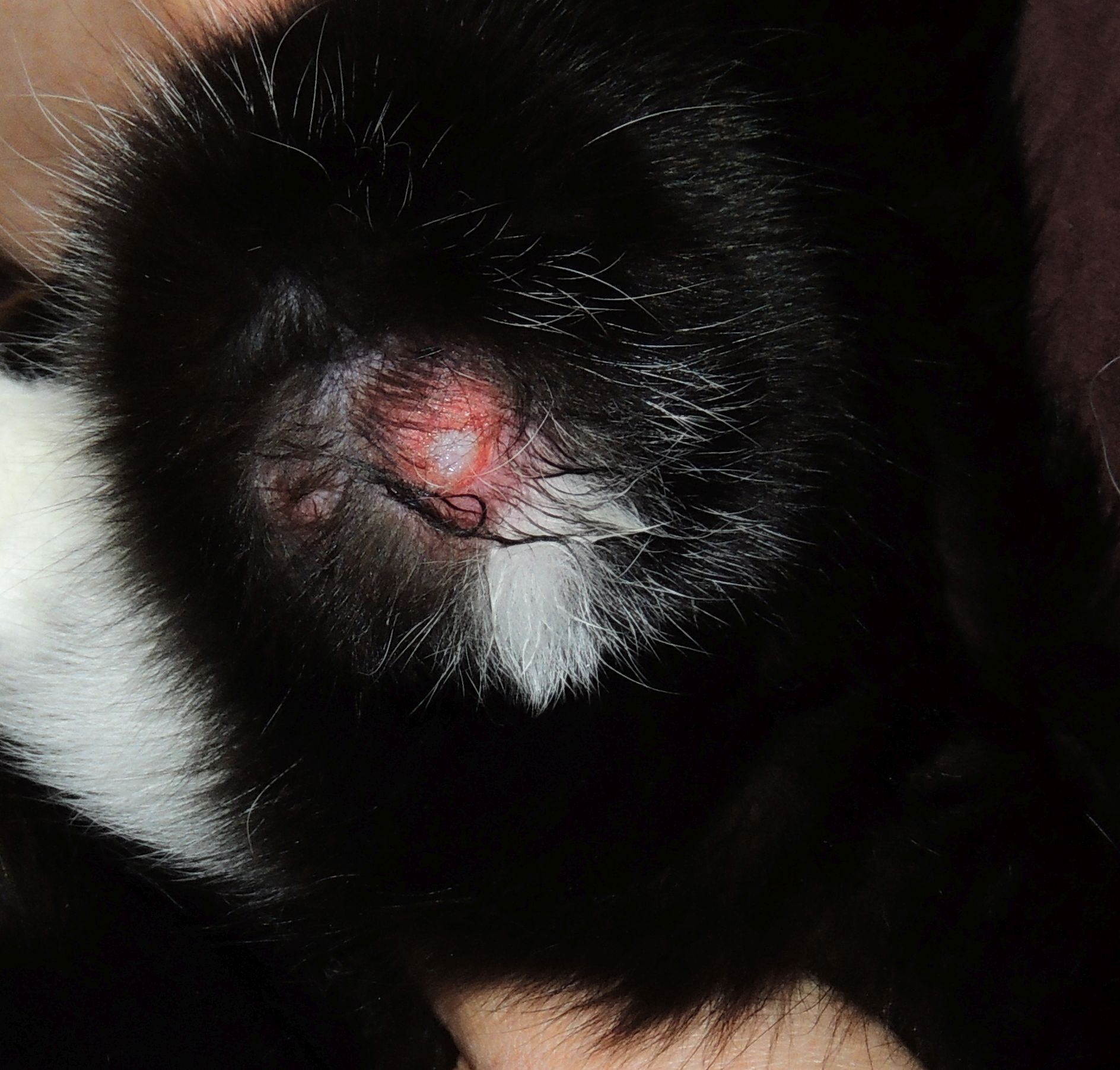
Nahaufnahme (2014)
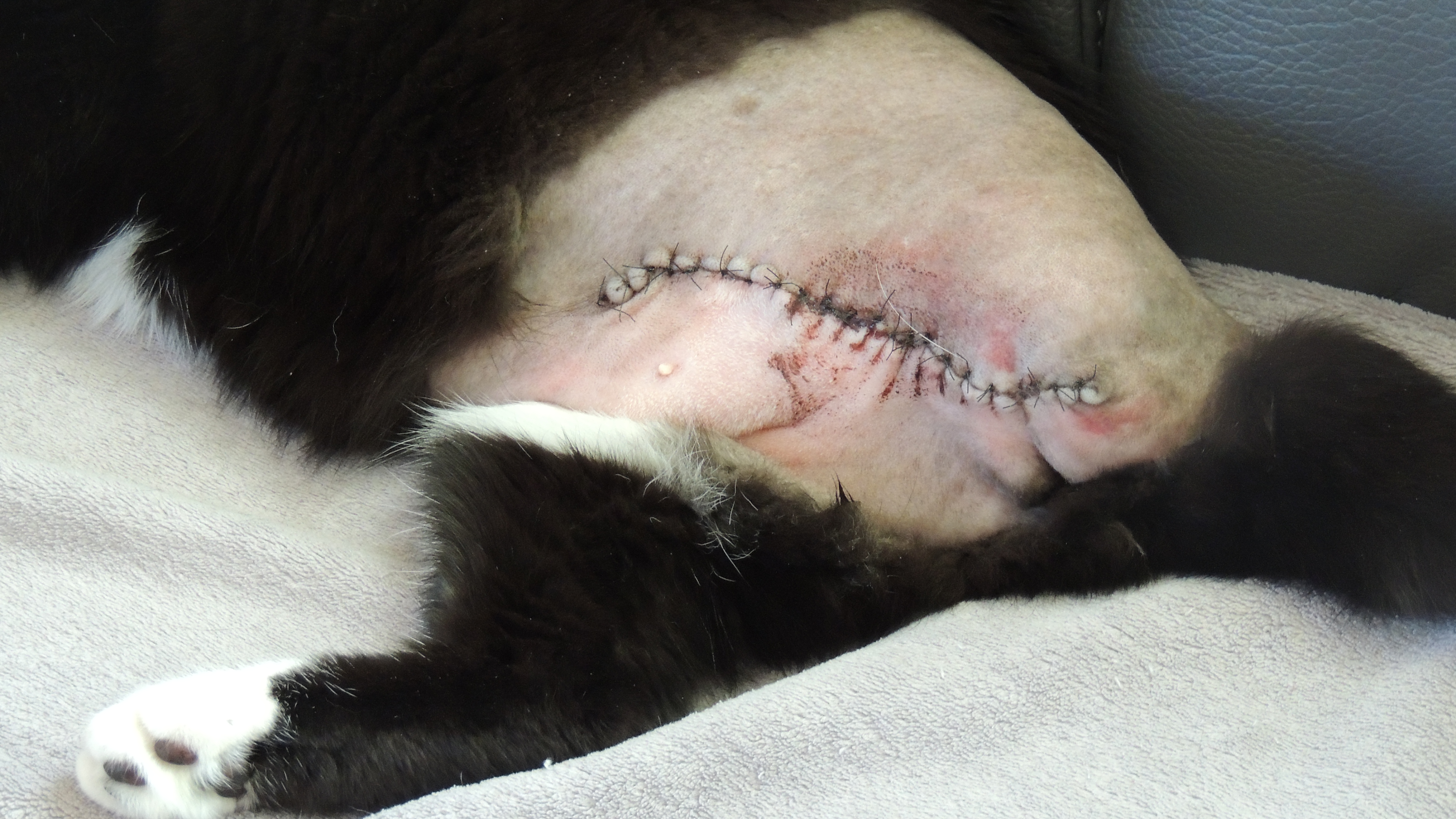
Nach Entfernung (2014)